# 영방국가
영방국가(領邦國家, 독일어: Territorialstaat)라는 용어는 서기 1000년경부터 중세 성기의 전형적인 국가를 지칭하는 데 사용되며, "고대 이후 볼 수 없었던 규모, 안정성, 능력, 효율성, 그리고 영토적 범위를 달성한 다른 대규모 복합 조직"을 의미한다. 영방국가라는 용어는 또한 "가구 및 친족 집단과 구별되며 상당한 영토 내의 다른 모든 조직에 대해 어떤 면에서 명확한 우선권을 행사하는 강제력을 행사하는 조직"으로 이해된다. 도시 국가, 제국, 신정 국가와 같은 조직 및 기타 여러 정부 조직은 영방국가로 간주되지만, 부족, 혈통, 기업 또는 교회는 포함되지 않는다.
동군연합으로 조직된 옛 군주국과 달리 영방국가의 주권은 혈통이나 기타 개인과 관련된 권리가 아닌 그 영토에 기반을 두었다. 법적 주권은 국가의 주요 특성으로 반드시 요구되는 것은 아니다. 16세기에 도입된 근대적인 주권 개념은 19세기까지 존재하지 않았으므로 아직 적용되지 않았다. 오히려 영방국가는 특정 지리적 영토 내에서 물리적 힘을 독점적으로 사용하는 것을 반영한다.
영방국가는 근대 시대의 전형적인 제도적, 지리적으로 정의된 국가와 많은 특성을 공유한다.

## 영방국가의 전신
국가의 첫 번째 존재 흔적은 기원전 6000년으로 거슬러 올라간다. 예리코라고 불리는 정착지의 기록과 그림 기록은 2천년 이상 동안 고도의 도시화를 보여주지만, 역사 전반에 걸쳐 국가들은 지구의 작은 부분만을 차지했다. 도시들은 기원전 8000년에서 7600년 사이에 거의 동시에 출현했으며, 결국 국가들과 합쳐져 수천 년 동안 통치한 도시 국가를 형성했다. 도시 국가들은 종종 주변 지역에서 공물을 거두는 사제가 통제하는 수도를 중심으로 했다. 기원전 2500년경, 일부 도시들은 힘과 공물을 통해 통치하는 제국으로 발전하기 시작했고, 그 이후로 국가와 도시의 존재는 위대한 문명의 중심이 되었다. 도시의 형성은 작은 독립 국가들의 생성을 가능하게 했고, 이는 대규모 영방국가의 출현으로 이어졌다.

### 고대 이집트
원래 고대 이집트는 이집트의 왕, 즉 파라오가 정치, 경제, 군사 문제를 완전히 통제하는 강력한 중앙 정부를 통해 통치되었다. 영방국가로의 전환은 이집트의 중왕국 (기원전 2040년 - 1640년)과 이집트 신왕국 (기원전 1550년 - 1070년)의 통치 기간 동안 볼 수 있다. 자연적 원인으로 구왕국이 멸망하고 중왕국이 들어서면서 여러 상인들이 권력을 얻고 파라오의 권력에서 벗어나기 시작했다. 이러한 이탈은 그들 국가로부터 독립적인 규칙과 권력의 도입으로 인해 영방국가 형태를 도입했다. 신왕국 통치 기간 동안 힉소스와 히타이트와 외교 관계가 수립되었으며, 각 국가 내에 영방국가 역할을 하는 주권 공동체를 가졌다.

### 인도
기원전 1700년 하라파 문명 붕괴 이후, 인도는 완전한 영토 지배에서 주권 영방국가로의 전환을 겪었다. 이 시기에 인도아리아인과 베다 민족이 인도 영토로 들어왔고 베다라고 알려진 종교 문서를 만들었으며, 이 시기를 베다 시대 (기원전 1700년 - 600년)라고 한다. 힌두교 또한 부상하면서 각자 다른 이웃 독립 국가들과 평화와 질서를 유지해야 하는 독립 국가들이 생겨났다. 대부분의 독립 국가와 달리 인도에 거주하는 사람들 사이에는 권력의 차이가 있었다. 그러나 마우리아 제국이 주권 국가들이 권력을 획득하는 것을 막았기 때문에 이것은 오래가지 못했다. 마우리아 제국은 기원전 272년부터 기원전 231년까지 지속되었는데, 마지막 통치자 아소카의 죽음으로 다음 제국인 무굴 제국이 새로운 주권 국가들을 재수립할 수 있었다.

### 잉카
잉카 제국 (기원후 1430년 ~ 1530년)은 영방국가로 발전했다. 이 통치는 8백만에서 1천2백만 명의 행정 시스템을 통해 부과된 것으로 추정된다. 영토는 80개 주로 나뉘어 잉카 정부가 통치했으며, 이는 다시 통치자들에 의해 분할되었다. 소규모 정치 집단의 통치 하에 지방이 형성되었다. 국경은 출입하는 사람들을 감시하기 위해 지켜졌다. 잉카 통치자들은 사람들이 땅을 사용하고 경작하며 감시하기 위해 개방된 정착 지역에 살게 했다. 많은 농업 형태의 토지는 계단식이었다. 많은 노동자들이 새로운 농경지에서 일했다. 통치자들은 모든 농업 작업뿐만 아니라 라마 방목, 도자기와 같은 다른 수동 노동 작업도 통제했다.

### 타라스칸 국가
타라스칸 국가 (기원후 1300년 ~ 1530년)는 아즈텍 제국과 동시대의 적이었으며 많은 전쟁을 치렀다. 타라스칸 제국은 아즈텍의 북서쪽 확장을 막았으며, 타라스칸족은 아즈텍과의 국경을 요새화하고 순찰하여 메소아메리카 최초의 진정한 영방국가를 발전시켰을 가능성이 있다.

## 영방국가의 부상
영방국가의 출현에 대한 몇 가지 통용되는 이론이 있으며, 이들은 모두 돈과 전쟁에 관한 것으로, 각각 하나를 다른 것보다 강조한다. 영방국가 형성의 주류적 관점은 12세기경 특정 지역에 대한 왕실의 주권이 봉건 영주에게 이전된 결과로 나타났다. 이는 봉건적 관할권이 무제한적으로 행사되던 영토 내에서 더 큰 중앙 권위가 관료제, 숙련되고 유능한 군대, 그리고 조세를 통해 더 안정적인 영토를 유지하게 되었음을 의미한다. 이는 권력 균형의 변화로 인해 영구적인 불확실성 상태에 있던 중세의 위계적 통제 및 관할 구조와는 달랐다. 주권이라는 개념은 "황제와 교황, 교황과 왕, 왕과 황제"와 같은 권위 있는 기관들 사이의 권력 투쟁에서 비롯되었다. 중세 위계적 권위 및 권력 구조의 전형적인 남용으로부터 더 안정적인 보안을 제공하는 "법치"를 유지하는 "국가들의 집합체"라는 개념이다. 고대 통치자들에게는 그들의 국가/제국의 기반이 민족적 다양성, 인구 증가, 경제 및 생태적 다양성, 그리고 조직화된 관료제와 일치하는 것이 중요했다.

### 강제력
학자들 사이에서는 영방국가 형성의 주요 동기가 영토 자원의 통제와 착취였다는 주장이 제기되어 왔는데, 이는 국가의 주요 수입원이었다. 지역 자원에 대한 통제를 유지하는 것이 중요했는데, 그렇게 하지 못하면 수입 손실로 이어져 국가의 권위가 약화되었기 때문이다. 사람들은 항상 보호와 안보를 제공하는 정치 단위의 권위를 인정할 것이다. 유일하게 출현한 국가들은 기술적, 전술적 이점을 가진 대규모 군사력을 형성하게 된 다른 영방국가들과 전쟁에서 경쟁할 수 있었던 국가들이라는 것이 널리 받아들여지고 있다. 1500년에서 1700년 사이에 유럽에서는 군사 혁명이라고 불리는 전쟁이 빈번하게 발생하여 규모가 커지고 오래 지속되었다. 이는 "전쟁 기술의 변화"를 가져와 더 나은 전술이 발전하고 군대의 규모가 크게 증가하여 무장 국가의 상당한 성장을 가능하게 했다. 이러한 영방국가 모델은 전쟁과 국가 형성이 경제 발전과 무관하며 오직 전쟁의 결과로만 발생한다고 주장한다.

### 자본
다른 경쟁 이론은 상업과 영토 국가 형성 사이에 더 강력한 연관성이 있다고 주장한다. 해상 항로와 지도상의 목적지로 시작된 "탐험과 상업"의 정신은 결국 윤곽이 그려진 영토의 장소로서 경계가 있는 세계라는 아이디어로 이어졌다. 15세기에는 진정한 세계 경제 무역 및 운송을 통해 세계를 연결하는 전 세계 해상 통로가 만들어졌다. 한때 분리되어 있던 거의 모든 대륙의 경제는 위험이 더 균등하게 분산되고 수요 및 공급 네트워크가 더 커져 경제 협력을 장려하는 글로벌 해상 무역 시스템으로 연결되었다. 성장하는 글로벌 시장 경제, 국가 인구 및 경제적 야망은 영토 국가들이 상업 시장을 위한 농업 생산량을 늘리기 위해 토지 사용을 강화하도록 장려했다. 영토 국가에 존재하는 경제 및 법률 시스템은 일종의 정부 규제와 영토 토지 및 물의 협력적 사용을 나타냈다. 영토 관할권은 영토 내에 거주하는 사람들의 행동을 포함한 토지 이용 패턴을 결정하는 것으로 구성된다. 영토 국가들은 그들이 생산하는 경제 자본을 위해 지역 및 확장되는 글로벌 시장에 고정되었다.
이러한 성장하는 세계 시장 경제는 또한 많은 "번성하는 도시 중심지"가 인근 통치자들의 반대 위협에 대항할 수 있게 해주었다. 특정 지역에서 도시 또는 상업적 성장이 발견되지 않으면 대규모 영토 통치가 발생할 가능성이 높아진다. 이것은 프랑스나 영국과 같은 국가에서 군주들이 이러한 영토를 강제로 통제했던 것을 통해 볼 수 있다. 나중에 보듯이, 번성하는 도시의 증가는 소비자 수요의 증가와 상관관계가 있었다. 이 만족할 수 없는 수요는 초국가적 도시 국가들 간의 더 많은 국제 수출입으로 이어졌다.

### 통합
영방국가에 필요한 또 다른 특성은 공통된 집행부 아래의 통합 형태였다. 심지어 권한이 분리된 부서나 준독립적인 정치 단위가 있는 영토에서도 이러한 부서나 정치 단위가 단일 집행 기관에 충성하는 것이 필요하다. 예를 들어, 비텔스바흐가의 바이에른 지부에 속한 모든 카운티는 단일 영방국가에 속했다. 이러한 카운티들이 부분적으로 독립적이었음에도 불구하고, 그들은 여전히 바이에른 지부의 비텔스바흐 가문이라는 공통된 집행부 아래에 있었다. 비텔스바흐가의 팔츠 지부는 다른 영방국가였는데, 비록 이 국가의 집행부가 같은 가문에서 파생되었지만, 파비아 조약이 두 지부를 분리하여 두 개의 별개의 영방국가를 만들었기 때문이다. 공유된 집행부의 인식을 통해 별개의 작은 정치 단위들은 단일 영방국가의 일부로 자격을 얻을 수 있다. 봉건 영토는 더 큰 정치 단위에 통합되어 공통된 집행부의 지배를 받지 않는 한 영방국가의 일부로 취급되어서는 안 된다.
학자들은 공통된 집행부 아래에 있는 개별 단위의 권력 역학 관계를 분석하여 그들이 영방국가의 일부를 형성하는지 여부를 결정하는 것이 중요하다고 말한다. 예를 들어, 군주가 자신의 영토를 상속인에게 분할하고, 이 새로운 집행자들이 별개의 정치 단위를 개발하는 상황에서는 더 이상 영토가 단일 영방국가로 간주될 수 없다. 더 큰 공통 집행부가 더 작은 준독립적인 정치 단위를 경제적 또는 군사적으로 통제하지 못하는 다른 경우라면, 더 작은 정치 단위는 영방국가의 일부로 간주될 수 없다.

### 지도 제작

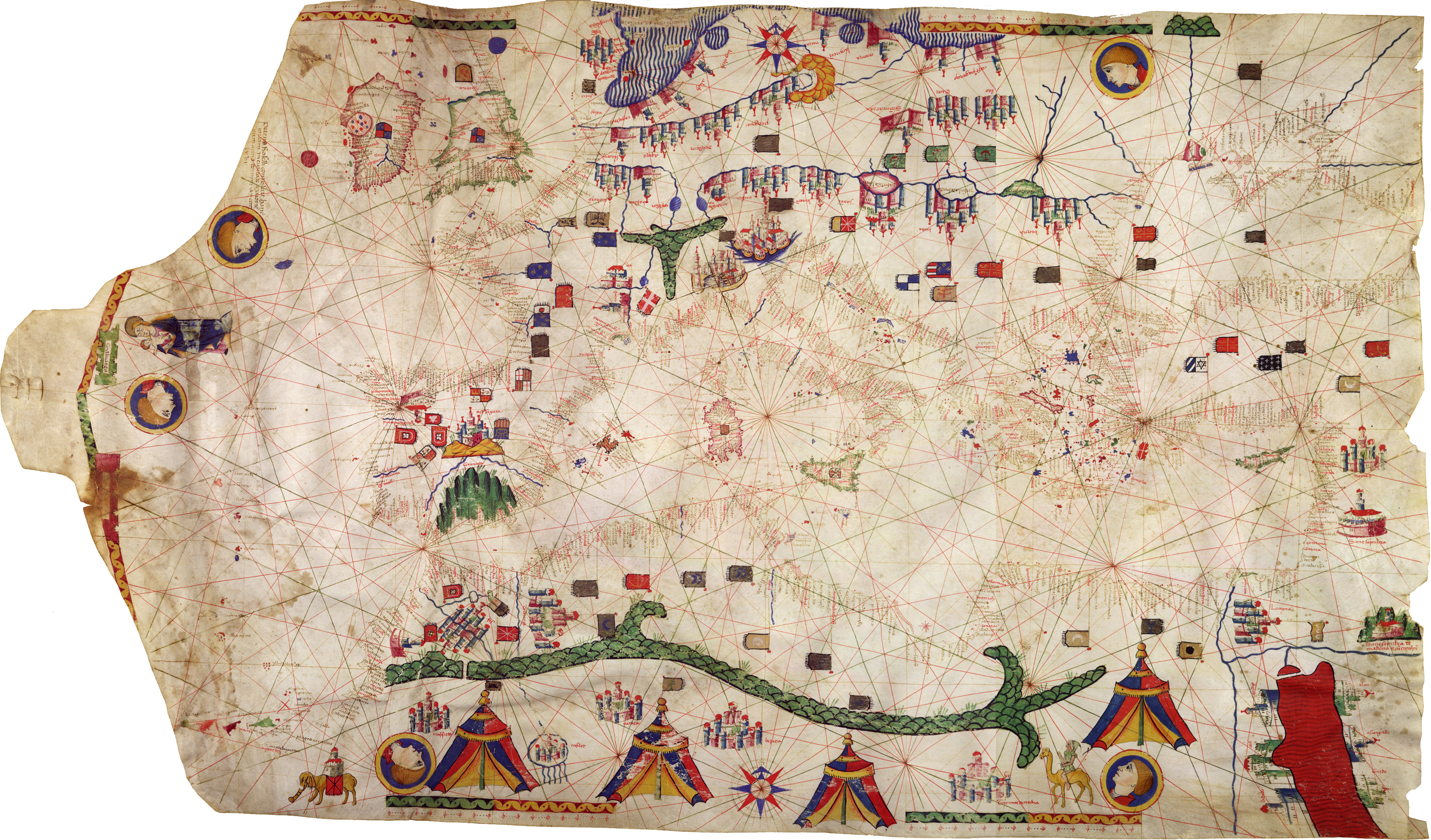
1466년경 지중해 포르톨라노 해도

주류적인 견해는 아니지만, 지도 제작의 발전과 영토 확장은 영방국가의 발전과도 연결될 수 있다. 지도 제작은 토지 소유 현황을 파악하는 데 매우 중요한 수단이었으며, 토지 측량 또한 국가와 지주들에 의해 주로 토지 통제를 위해 사용되었다. 실제로 이는 해도와 지도의 선으로 묶인 단위이다. 이러한 관행 자체가 단일 정부 권위에 의해 통일되고 묶인 주권 단위를 만드는 아이디어를 쉽게 뒷받침한다. 네르친스크 조약은 상업 시장의 상호 무역 이익이 중국의 청나라 황제와 러시아 차르 사이의 평화로운 협상을 장려하여 두 국가 간의 국경을 정의하고 지도화한 사례이다. 13세기부터 사용된 포르톨라노 해도는 경계선으로 통일된 정치 공간을 표현하는 기술을 발전시켰다. 예를 들어, 영국을 나타내는 많은 포르톨라노 해도에서는 잉글랜드가 스코틀랜드와는 별개의 두 정치적 실체로 분리되어 표시되었다. 신대륙에서 스페인 제국의 지도 제작은 교회를 정의된 통일된 가톨릭 영토의 상징으로 사용했다. 영국 식민지는 원주민을 지도에서 삭제하여 대부분의 땅을 비어 있고 사람이 살지 않는 곳으로 표시했다. 신대륙 지도는 끊임없이 확장되는 영토에서 장소와 사람들의 위치를 파악하기 위해 만들어졌다. 시베리아를 러시아가 정복하고 지도화하는 과정에서 지도는 특정 관할권 아래의 원주민이 나중에 접촉될 지역으로 나뉘어졌다. 영토 국가의 범위를 지도화하려는 열망이 있은 지 수세기 후, 지도상의 선 또는 점선은 정치 단위가 한 지역에 대한 주장의 정의가 되었다. 이러한 결과는 많은 지역에서 실제 국경을 건설하는 데 드는 상당한 비용 때문에 발생했다.

### 베스트팔렌 조약
베스트팔렌 조약(독일어: Westfälischer Friede)은 1648년 10월 베스트팔렌의 오스나브뤼크와 뮌스터에서 서명된 두 강화 조약에 대한 총칭이다. 이 조약들은 30년 전쟁 (1618년–1648년)을 종결시켰고, 약 8백만 명의 사망자를 낸 유럽 역사상 재앙적인 시기를 끝내며 신성 로마 제국에 평화를 가져왔다. 신성 로마 황제 페르디난트 3세, 프랑스 왕국 및 스웨덴 왕국, 그리고 신성 로마 제국 제후들 중 각자의 동맹국들이 조약에 참여했다.
30년 전쟁은 합스부르크가 가톨릭 세력과 그들의 상대인 개신교 사이에 종교적 갈등을 야기했다. 이 전쟁의 종결은 많은 국가들이 독립을 주장하고 점진적으로 새로운 국가 시스템을 탄생시키는 계기가 되었다. 이는 특히 신성 로마 제국에서 두드러졌는데, 여러 영방국가들이 주권을 얻고 새로운 개별 권력을 획득했다. 실제로 그러한 권력에는 전국적인 종교를 따르는 대신 자신들의 공식 종교를 선택할 수 있는 독립 국가의 능력, 상위 권위에 복종하는 것의 방해, 그리고 동등한 국가 권리가 포함되었다. 오늘날에는 유엔과 같은 국제기구와 유럽 연합과 같은 지역 국가의 도입으로 영방국가가 붕괴될 것이라고 일부에서는 생각하지만, 실제로는 그렇지 않았다. 이 외에도 새로운 경제적, 심리적, 기술적 발전은 영방국가의 종말을 초래할 수 있는 새로운 문제들을 영방국가에 가져왔다.

## 초기 근대 화약 제국
영방국가는 수세기 동안 존재했지만, 역사 전반에 걸쳐 다양한 형태를 취했으며, 그 예 중 하나가 초기 근대 시대의 화약 제국이다. 이 화약 제국은 소규모 국가들이 감당할 수 없는 무기를 구입할 수 있는 대규모 중앙 권력을 특징으로 하여 빠르게 확장할 수 있었다. 15세기에는 화약을 사용한 많은 국가가 있었지만, 세 개의 큰 "화약 제국"은 오스만 제국, 사파비 제국, 그리고 무굴 제국이었다. 초기 근대 시대에 이 세 이슬람 제국은 항상 동질적이지는 않은 광대한 영토를 통치했으며, 오스만 제국과 같이 많은 경우에 소규모 국가들이 세금 목적으로 정복되어 제국에 편입되었다. 이 화약 제국들은 안정성을 대규모 중앙 집권 정부와 기술적으로 진보된 군대에 크게 의존했다. 또한, 이 이슬람 제국들은 정복된 영토에 자신들의 종교를 전파했지만, 신자들에게 자신들의 신앙을 강요하지는 않았고, 많은 사람들이 개종을 통해 유리한 지위를 얻었다. 세 개의 큰 이슬람 화약 제국 외에도, 동아시아에는 화약의 도입으로 큰 영향을 받은 세 개의 다른 국가가 있었다. 이 세 국가, 즉 중국, 일본, 한국도 빠르게 머스켓 총과 전문 상비군의 사용을 채택했다. 그러나 동아시아의 상대적인 권력 역학 때문에, 명나라와 청나라 아래의 중국만이 빠르게 확장할 수 있었고, 따라서 화약 제국이 되었다.

### 오스만 제국
오스만 제국은 16세기와 17세기 가장 위험한 군사 강국 중 하나였으며, 아나톨리아의 작은 지방에서 시작된 이 이슬람 제국은 유럽과 아랍 세계를 아우르는 제국이 되었다. 오스만 제국은 1453년 콘스탄티노플을 정복하고 도시를 새로운 수도로 삼아 이스탄불로 개명했다. 오스만 제국은 포병, 휴대용 대포/화기, 그리고 포차를 개발하고 광범위하게 사용하여 기병대가 동남 유럽 대부분과 중동 및 북아프리카 전역의 대부분 아랍 국가를 정복하는 데 도움을 주었다.
오스만 제국은 이스탄불에 중앙 집권 정부를 두어 군사, 지방 총독, 그리고 지역 종교 지도자들을 통제했다. 오스만 제국에서는 군대가 국가에 의해 통제되었고, 하급 군 지휘관들은 모두 술탄에게 예속되었으며, 그 대가로 통치할 영토를 부여받았다. 이는 귀족들을 중앙 정부에 묶어두는 역할을 했다. 엘리트들이 대부분의 세금 징수와 병력 모집을 담당했기 때문에 오스만 국가는 조직력을 유지할 수 있었다. 오스만 제국의 또 다른 중요한 특징은 종교의 자유였다. 제국에는 밀레트 제도로 불리는 시스템이 있었는데, 이는 비무슬림 종교 공동체에게 법을 따르고 세금을 내는 한 자신들의 통치자를 선택할 자율성을 부여했다. 또한, 지역 공동체는 종종 특정 관습을 고수할 수 있었고, 일부는 폐지되었지만 술탄은 많은 것을 그대로 두어 각 지방이 고유한 지역 문화를 가질 수 있도록 했다. 이러한 별개의 독립체들은 제국이 분열된 것처럼 보이게 했지만, 이러한 정책들은 사람들이 떨어져 나가지 않을 만큼의 자유를 주어 사람들을 단결시키는 데 기여했다.

### 사파비 제국
이 세 영방국가 중 가장 약했던 사파비 왕조는 오스만 제국의 인구의 1/5와 무굴 제국 인구의 1/20에 불과했지만, 수적으로는 작아도 사파비 제국은 1500년대부터 1736년 멸망까지 매우 존경받고 강력한 국가가 될 수 있었다. 1514년 페르시아인들은 오스만 제국에 의해 군사적으로 패배하며 화약의 힘을 보여주었다. 그 이후 사파비 왕조는 이러한 무기를 포함하도록 군대를 확장했다. 다른 화약 제국들처럼 총은 페르시아 제국의 성공에 기여했지만, 그들의 무기고에는 더 강력한 무기가 있었다. 사파비인들은 존경받는 페르시아 문화와 시아파 신앙을 사용하여 백성을 단결시키고 세계적인 인정을 얻을 수 있었다. 이는 무굴 제국이 군사 문제에서 사파비에게 양보하고, 사파비 관리들이 무굴 또는 오스만 제국에서 쉽게 직책을 찾을 수 있었다는 사실로 입증된다. 사파비 제국은 페르시아 문화, 페르시아어, 그리고 시아파 신앙으로 백성을 단결시켰지만, 다른 종교의 관행도 허용했다.

### 무굴 제국
다울라트 칸 로디에 의해 라호르의 로디 총독으로부터 로디 술탄 이브라힘 칸에 대한 반란을 지지하도록 초대받았을 때, 바부르는 이미 화약 무기와 야전 포병, 그리고 그것들을 배치하는 방법에 익숙했다. 바부르는 오스만 전문가 우스타드 알리 쿨리를 고용했는데, 그는 바부르에게 표준 오스만 전형—중앙에 포병과 화기를 장비한 보병이 수레로 보호되고, 양 날개에 기마 궁수가 배치되는—을 보여주었다. 바부르는 1526년 제1차 파니파트 전투에서 델리 술탄국에 대항하여, 그리고 1527년 칸와 전투에서 라지푸트족에 대항하여 이 전형을 사용했다. 이 두 전투에서 수적으로 우세했음에도 불구하고 화약 무기가 없었던 델리 술탄국과 라지푸트 연합군은 패배했다. 티무르 군대의 결정적인 승리는 제국 역사상 무굴 왕자들을 정면 대결에서 거의 만나지 않은 이유 중 하나이다. 아크바르 대제, 샤 자한, 그리고 아우랑제브의 통치는 인도 역사의 주요 절정으로 묘사되어 왔다. 아우랑제브 시대에는 무굴 군대가 주로 인도 무슬림으로 구성되었으며, 사다트 에 바라와 같은 부족 요소가 무굴 기병의 선봉을 형성했다. 무굴 제국은 때로는 세계 인구의 24.2%를 차지하며 강력한 지정학적 실체가 되었다. 무굴 제국은 오스만 제국과 사파비 제국처럼 페르시아 문화와 예술의 요소를 물려받았다. 인도 무슬림은 인도에서 포병의 우위를 유지했으며, 무굴 제국이 멸망한 후에도 다양한 비무슬림 인도 왕국들은 힌두스탄 무슬림을 군대의 포병 장교로 계속 모집했다.

### 중국
청나라가 명나라보다 화약을 훨씬 더 많이 사용했지만, 명나라 역시 이 새로운 기술을 채택하고 군대를 현대화하는 데 상당한 진전을 이루었다. 아쿼버스는 1540년대 초 명나라에 처음 나타났으며, 많은 해적들이 처음에는 이를 사용했다. 그러나 명나라 관리들은 결국 총을 가진 해적들을 포획할 수 있었고, 그리하여 이 총들을 제조하기 시작했다. 명나라가 군대를 현대화하려는 노력은 척계광에 의해 주도되었는데, 그는 일본 해적들에게 전투에서 패배한 후에야 머스켓의 힘을 깨달았다. 척계광은 병사들을 소규모의 유연한 부대로 훈련시켜, 최근에야 중국에 들어온 신형 총을 포함한 어떤 종류의 무기든 사용할 수 있도록 했다. 척계광은 또한 병사들에게 새로운 무기를 사용할 때 암기할 수 있는 노래를 가르쳐 이 무기의 사용법을 꼼꼼하게 훈련시켰다. 그러나 척계광의 노력에도 불구하고 머스켓은 명나라 군대에 완전히 또는 효과적으로 통합되지 못했다. 척계광이 중국 북부 국경으로 전속되었을 때, 그는 병사들이 옛 방식에 너무 깊이 빠져 새로운 무기를 채택하기를 거부한다는 것을 발견했는데, 비록 머스켓의 정확도가 그들이 사용하던 전통 무기보다 훨씬 우수했음에도 불구하고 그러했다.
명나라는 1661년 명나라의 군벌 정성공의 지휘 아래 당시 네덜란드의 지배를 받던 대만을 침공했을 때 근대 유럽 군대에 맞서 스스로를 증명할 수 있었다. 이 침공 10년 전, 네덜란드인들은 대만의 농민 반란을 단 120명의 병력으로 진압했는데, 이는 농민들이 훈련되지 않았고 네덜란드인들과의 전투에서 쉽게 패주했기 때문이었다. 이제 정성공의 지휘 아래 중국 군대는 네덜란드 지상군 머스켓뿐만 아니라 매우 가까운 거리에서 정성공의 병사들에게 발포하는 네덜란드 선박의 포화에도 불구하고 네덜란드군에 접근하면서 대형을 유지했다. 그러나 고도로 훈련되고 규율 잡힌 병사들은 결코 대형을 깨지 않았고, 네덜란드인들이 이를 깨닫고 소규모 병력이 자신들을 우회했다는 사실을 알았을 때, 그들이 전장에서 도망쳤다. 이 시점 이후로 네덜란드인들은 정성공의 군대를 정면 대결에서 결코 물리칠 수 없었다.
그러나 명나라가 멸망한 후, 명나라를 대체한 청나라는 이러한 새로운 기술들을 훨씬 더 기꺼이 받아들이고 이웃 국가들을 정복하는 데 사용하여 동아시아에서 새로운 중국 지배 시대를 열었다. 새로운 화약 기술의 채택과 사용은 오늘날에도 여전히 중국과 러시아의 국경 지역인 아무르 계곡 통제를 위한 러시아 제국과의 갈등에서 가장 잘 볼 수 있다. 러시아군과 중국군, 그리고 한국 동맹군이 처음 교전했을 때, 약 370명의 러시아군이 약 1,000명의 청나라-한국 연합군과 교전하려고 시도했다. 청나라 군대는 한국군만큼 잘 수행하지 못했지만, 특히 러시아군이 후퇴할 때 전투에 기여했다. 이 두 세력 간의 두 번째이자 마지막 전투에서 러시아군은 500명의 머스켓병을 내보낸 반면, 연합된 청나라-한국군은 1,400명의 병력을 동원할 수 있었는데, 이 중 400명만이 새로운 화약 기술을 사용했다. 다시 한번, 러시아군은 청나라-한국군에 의해 패배했으며, 특히 한국군은 두 전투 모두에서 중요한 역할을 했다. 러시아와 중국 간의 갈등은 나중에 네르친스크 조약으로 인해 중단되었는데, 이는 두 화약 제국 간의 외교의 좋은 예시이다. 왜냐하면 러시아군도 처음부터 동유럽과 중앙아시아를 가로질러 중국에 도달하기 위해 화약 기술을 사용했기 때문이다.

## 영방국가 내의 법률과 법령
영방 영주가 승인한 법률은 그의 영방국가와 관련된 특정 지역 내에서만 유효했다. 국가의 모든 주권 영토에 적용되는 이 법률은 국가 내에 거주하는 모든 사람에게 적용되었으며, 시민에게만 적용되는 것은 아니었다. 이는 모든 사람이 자신이 위치한 국가의 주권과 법률에 복종해야 한다는 영토 원칙에 기반을 두었다. 영방국가 간의 합의 결과, 법적 규정은 해외에도 적용될 수 있었다. 유럽 연합에서는 이 원칙이 현재까지도 오랫동안 지속되어 왔음을 알 수 있다.
고대 국가의 문서들은 수도, 세금 징수소 및 요새의 위치 목록이나 설명을 담고 있다. 문서들은 또한 결혼이나 조약을 통해 맺어진 동맹을 기록하기도 했다.

## 영방국가의 통치자
각 영방 영주의 목표는 영토의 모든 법적 권리를 자신의 개인 정부에 통합하고, 이를 통해 자신의 권력 주장을 영토에 부과하는 것이었다. 이러한 초기 시도 중 하나는 벨프가의 하인리히 사자공이 작센 공작령에서 행했지만, 그의 계획은 같은 영토 내에서 대립하는 권리를 가진 경쟁 통치자들의 저항으로 좌절되었다. 영토 군주국의 성공적인 초기 사례는 오스트리아 대공국으로, 1359년에 위조된 프리빌레기움 마이우스를 통해 국가 군주국으로 전환될 수 있었다. 영토에 대한 다른 개인적인 주장은 고대 통치자들로 거슬러 올라간다. 아우구스투스는 로마의 국경을 에티오피아, 아라비아, 이집트, 중앙 유럽으로 확장했다고 주장했다. 사르곤 2세 역시 적들의 영토를 점령하여 자신의 새로운 주장된 땅의 일부가 되었다고 진술했다. 고대 통치자들이 새로운 땅을 점령했을 때, 국가는 모두 동일하도록 만들었다. 통치자들이 새로운 땅을 정복하면, 그것은 백성에게 여행을 확장하는 것으로 여겨졌다. 땅을 정복하는 또 다른 중요한 부분은 언어, 돈, 그리고 정치적 경계의 확장이었다.

## 영방국가의 특징
프랑스 혁명 이전의 영방국가는 세 가지 기본 기준으로 정의될 수 있다. 다음과 같다.

### 직접 군사 점령
어떤 민족이 군사 통제하에 놓이면, 점령자들과 동일시하든 안 하든 그 군대의 영방국가의 일부가 된다. 영방국가 내에는 종종 많은 정치 단위가 있지만, 강압적인 군사력을 가진 더 큰 영방국가의 일부로 분류된다.

### 조세 징수 능력
조세를 강제할 수 있는 능력은 국가가 가져야 할 중요한 강제력이다. 다른 소규모 정치 단위에 세금을 부과할 수 있다는 것은 지배하는 영방국가가 경제적으로 강압적인 수단으로 헤게모니적 통제를 유지하고 있음을 보여줄 것이다.

### 공통 집행부
이 시기 국가는 종종 여러 준자율적인 정치 실체로 구성되었다. 그럼에도 불구하고, 이러한 준자율적인 실체들은 종종 지배 가문의 구성원들이 수장으로 있었으므로 공통된 집행부를 공유하는 것으로 분류될 수 있다.

## 비영방국가

### 인적 연합 국가
다른 유형의 국가로는 Personenverbandsstaat가 있는데, 이는 중세 초기 및 중세 성기에 있었던 국가 유형으로, 통치자가 영방국가처럼 행정 관리의 지원을 받아 특정 토지 경계를 가진 영토를 통치하는 것이 아니라, 봉건 영주와 그들의 봉신들 간의 개인적인 종속 관계에 기반하여 주권을 행사한다.
1939년, 오스트리아의 역사학자 테오도어 마이어는 봉건 국가를 자신의 개인적 종속 국가 개념인 Personenverbandsstaat의 하위 개념으로 놓고, 이를 영방국가와 대조적으로 이해했다. 신성 로마 제국과 동일시되는 이러한 국가 형태는 중세 통치의 가장 완전한 형태로 묘사되며, 전통적인 봉건적 군주-봉신 구조와 귀족 간의 개인적 유대감을 완성한다. 그러나 이 개념의 신성 로마 제국 외 사례 적용 가능성은 수잔 레이놀즈 등이 의문을 제기했다. 이 개념은 또한 지도자원리를 정당화하려는 편향성과 환원주의로 인해 독일 역사학에서 의문이 제기되고 대체되었다.

## 같이 보기
- 신성 로마 제국
- 금인칙서
- 마이우스 특허
- 베스트팔렌 조약
- 빈 회의
- 독일 연방